# Jonas Griffith
Pour les articles homonymes, voir Griffith.
(en) Statistiques sur pro-football-reference
Jonas Griffith, né le 27 janvier 1997 à Louisville au Kentucky, est un joueur professionnel américain de football américain. 
Il joue au poste de inside linebacker pour la franchise des Broncos de Denver dans la National Football League (NFL) depuis 2021.

## Biographie
Griffith fait sa carrière universitaire avec les Sycamores d'Indiana State. En cinq saisons avec l'équipe, il est nommé sur cinq équipes All-American, un record d'équipe co-détenu avec Dan Brandenburg. Non-drafté, il rejoint les 49ers de San Francisco où il est cut pour rejoindre le practice squad en août. Après un passage avec le practice squad des Colts d'Indianapolis et un retour à San Francisco, il est échanger aux Broncos de Denver avec un choix de septième ronde contre un choix de sixième et septième ronde dans le but d'aider les spécial teams de l'équipe. Cependant, dû à des blessures et des déboires de l'équipe, Griffith perce dans l'équipe régulière des Broncos et même fait quelques starts en 2021 pour l'équipe où il montre des promesses. L'année suivante, il devient le partant de l'équipe. Lors de la troisième semaine, il réussit sa première interception contre le quarterback des 49ers Jimmy Garoppolo lors d'une passe tipper par Kareem Jackson qui garantit la victoire à son équipe.